# La Puissance de Cypris
Pistes de Chœurs
Le Chœur joie Les Mouillages
La Puissance de Cypris est la quatrième chanson de l'album Chœurs de Bertrand Cantat, Pascal Humbert, Bernard Falaise et Alexander MacSween conçu pour constituer les chœurs antiques de la trilogie « Des femmes » de Sophocle adaptée et mise en scène en 2011 par Wajdi Mouawad. Elle illustre Les Trachiniennes, le premier volet de la trilogie.

## Argument
Sous l'arbitrage de Cypris, autre nom d'Aphrodite, Héraclès doit combattre Achéloos, le dieu fleuve capable de métamorphoses, pour lui ravir Déjanire qui lui est promise. Achéloos prend la forme d'un serpent puis d'un taureau. Battu par Héraclès, il doit lui abandonner Déjanire, qui regarde indifférente le combat du haut d'une colline.
La Puissance de Cypris est un retour en arrière théâtral du chœur qui expose les conditions de la rencontre et de l'union de Déjanire avec Héraclès des années auparavant. La chanson est issue du premier stasimon des Trachiniennes,,.

## Musiciens ayant participé à la chanson
- Bertrand Cantat, chant, guitare, harmonica
- Pascal Humbert, basse, contrebasse
- Bernard Falaise, guitare
- Alexander MacSween, batterie, percussions